# رود کاشغر
رود کاشغر (اویغوری: قه‌شقه‌ر ده‌ریاسی) یک رود در کشورهای چین و قرقیزستان است. این رود از کوهستان پامیر سرچشمه گرفته و به بیابان تکله‌مکان می ریزد.